# Vișina (Dâmbovița)
Vișina è un comune della Romania di 4 205 abitanti, ubicato nel distretto di Dâmbovița, nella regione storica della Muntenia.
Il comune è formato dall'unione di 3 villaggi: Broșteni, Izvoru, Vișina.